# Ramiro de Maeztu
Ramiro de Maeztu y Whitney, 1szy hrabia de Maeztu (ur. 4 maja 1874 roku w Vitoria-Gasteiz, zm. 29 października 1936 roku w Madrycie) hiszpański dziennikarz, dyplomata, polityk i myśliciel polityczny. Jeden z najwybitniejszych przedstawicieli tzw. pokolenia '98.

## Życiorys

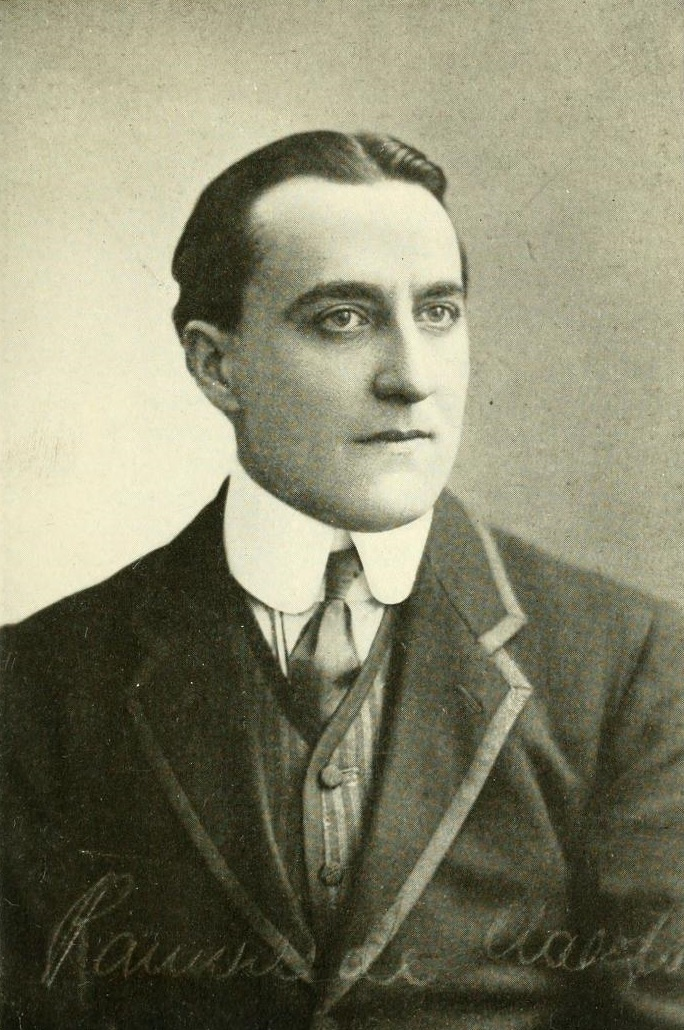
Młody Ramiro de Maeztu

De Maeztu urodził się i wychował w mieszanej kubańsko-baskijsko-szkockiej rodzinie - stąd przez całe życie mówił i pisał płynnie po angielsku. Jego młodszy brat, Gustaw, został sławnym malarzem, natomiast siostra - Maria, aktywistką feministyczną. Jako młody człowiek Ramiro był świadkiem kompromitacji państwa hiszpańskiego w wojnie ze Stanami Zjednoczonymi (kwiecień - sierpień 1898 roku), wskutek której Hiszpania utraciła ostatnie duże posiadłości kolonialne - Kubę i Filipiny. Pod wpływem rzeczonej klęski wykształcił się ruch polityczny, nazwany "pokoleniem '98", do którego zalicza się także de Maeztu.
Był samoukiem, nigdy nie ukończył formalnej edukacji.
W 1905 roku Ramiro de Maeztu wyjechał do Londynu jako korespondent prasowy. Jeszcze przed wybuchem pierwszej wojny światowej odwiedził Paryż i Berlin, natomiast już w jej trakcie pisał artykuły do brytyjskiej gazety "New Age".
W 1919 roku powrócił do Hiszpanii, gdzie stał się wielkim zwolennikiem dyktatury generała Primo de Rivery. W 1927 roku został mianowany ambasadorem Hiszpanii w Argentynie.
Po obaleniu w 1931 roku dyktatury generała Primo de Rivery, de Maeztu zaangażował się w powstanie czasopisma i stowarzyszenia o tych samych nazwach: Acción Española. Celem powstania Akcji Hiszpańskiej było zjednoczenie rozdrobnionych nurtów prawicy hiszpańskiej (rodzin politycznych) - od karlistów po falangę. Nurty te, w zamyśle de Maeztu, miały porzucić swoje wewnętrzne spory, w dobie zagrożenia komunizmem w II Republice. Próba ta, choć nieudana, może być interpretowana jako powstanie ideowego podłoża pod przyszły obóz frankistowski podczas wojny domowej.
Niedługo przed rozpoczęciem wojny domowej związał się z partią Renovación Española (pol. Odnowa Hiszpańska) o profilu konserwatywno-monarchistycznym, z ramienia której w 1933 roku został deputowanym do Kortezów.
30 sierpnia 1936 roku został aresztowany przez milicjantów Frontu Ludowego, a następnie w nocy z 28 na 29 października - został przez nich rozstrzelany, najprawdopodobniej w bramie cmentarza dzielnicy Aravaca.

### Dziedzictwo
Został nazwany przez poetę José María Pemán "Kapitanem Krucjaty" (w sferach prawicowo-katolickich wojnę domową nazywano "ostatnią krucjatą"). W 1948 roku w Madrycie powstał Instytut Ramiro de Maeztu. W 1974 roku generał Franco utworzył dziedziczne hrabstwo de Maeztu, nadając pisarzowi ten tytuł i tytułując go "obrońca Hispanidad, żarliwy katolik, znakomity pisarz, filozof i myśliciel, niestrudzony bojownik o jedność i wielkość Ojczyzny, za której sprawę ofiarował swoje życie".

## Myśl polityczna
Patrz także: narodowy liberalizm
Ramiro de Maeztu rozpoczynał działalność publiczną w periodykach o orientacji socjalistycznej, wciąż pozostając pod wpływem publicystów liberalnych, w nurcie których pozostawał będąc w Anglii. Dopiero pod wpływem lektury Juana Donoso Cortésa zmienił poglądy na bardziej prawicowe. To właśnie Ramiro de Maeztu nakierował pokolenie 1898 na tory konserwatywne i katolickie światopoglądowe, zbliżając go nawet do karlizmu, jednak bez elementu zaściankowości i wiejskiego ideału wspólnoty - de Maeztu i jego towarzysze za swoje ulubione stwierdzenie uznali modernismo (pol. nowoczesność).

### Źródła myśli politycznej
Za głównych mentorów Ramiro de Maeztu w zakresie myśli politycznej podaje się Juana Donoso Cortésa i Fryderyka Nietzschego. W przypadku tego drugiego podkreślana jest także fascynacja, jaką de Maeztu wykazywał w kierunku społeczeństwa japońskiego, uważając je za wcielenie własnej interpretacji niemieckiego filozofa. Na jego myśl ekonomiczną wpływ miały dzieła Maxa Webera i Wernera Sombarta.

### Hispanidad
Terminu Hispanidad jako pierwszy zaczął używać jezuita - Zacarías de Vizcarra, którego de Maeztu poznał jako ambasador. Terminem tym chciano zastąpić frazę "rasa hiszpańska", która w tamtych czasach kojarzona była na sposób rasistowski. Pojęcie to jest praktycznie nieprzetłumaczalne na żaden inny język poza hiszpańskim - używane było bardziej jako zwrot publicystyczny wzorowany na Christianidad, czyli Chrześcijaństwo.
Hispanidad w ujęciu de Maeztu miało być szerokim sojuszem państw katolickich pod przewodnictwem Hiszpanii - szczególnie państw powstałych na gruzach dawnego imperium kolonialnego w Ameryce Łacińskiej, który to sojusz miał być przeciwstawiony zarówno nihilistycznemu i liberalnemu zachodowi (gł. USA i Wielkiej Brytanii), oraz wschodniemu, materialistycznemu komunizmowi (ZSRR; de Maeztu nie dożył powstania bloku wschodniego). Jednocześnie de Maeztu odcinał zdecydowanie Hispanidad od wszelkich idei rasistowskich i szowinistycznych:

Hispanidad jest złożona z ludzi rasy białej, czarnej, indiańskiej i malajskiej oraz ich mieszanek; byłoby absurdem charakteryzować ją za pomocą metod etnografii

### Nacionalcatolicismo
Patrz także: narodowy katolicyzm
Pod wpływem dzieł Corteza, de Maeztu przyjął do swojej myśli politycznej wiele elementów katolickiej nauki społecznej. Uznawany jest za twórcę ideologii nacionalcatolicismo, wedle której "to, co narodowe, zawiera się i usprawiedliwia wyłącznie w służebności wobec tego, co uniwersalne (religijne)". Nieco zmodyfikowana forma nacionalcatolicismo przyjęta została potem (po skompromitowaniu się falangistowskiego narodowego syndykalizmu przez gospodarczy kryzys Hiszpanii w latach 50.) za naczelną doktrynę polityczną w czasach Państwa Hiszpańskiego. 

### Myśl ekonomiczna
Ramiro de Maeztu i inni myśliciele pokolenia 1898 byli zwolennikami poglądów wolnorynkowych w sferze gospodarczej, co wyróżniało ich od innych hiszpańskich rodzin politycznych - zarówno od preferujących katolicki korporacjonizm karlistów, jak i narodowych syndykalistów z Falangi. De Maeztu uważał rozwój ekonomiczny za podstawowy warunek sukcesu Hispanidad - dlatego był zwolennikiem możliwie szybkiej industrializacji i modernizacji gospodarczej. Gospodarczo wiąże się także Ramiro de Maetzu ze stanowiskiem terceryzmu, zwanego przez samego publicystę "kapitalizmem katolickim". Całkowity ekonomiczny kapitalizm, utożsamiany przez de Maetzu z ideologią liberalną, był przez niego potępiany - zarzucał mu m.in. biurokratyzację gospodarki, czy akumulację kapitału przez wyższe klasy społeczne.

## Lista publikacji
- Hacia otra España (pol. Ku innej Hiszpanii), 1899
- La Revolución y los Intelectuales (pol. Rewolucja i intelektualiści), 1911
- Inglaterra en Armas (pol. Anglia pod bronią), 1916
- La Crisis del Humanismo (pol. Kryzys humanizmu), 1919
- Del Espíritu de los Vascos (pol. Duch Basków), 1920
- Don Quijote, Don Juan y La Celestina, 1926
- Defensa de la Hispanidad (pol. W obronie Hiszpańskości[11]), 1934
- La Brevedad de la Vida en la Poesía Lírica Española, 1935